# Shalom (album Giuseppe Cionfoli)
Shalom è un album del cantautore italiano Giuseppe Cionfoli, pubblicato dall'etichetta discografica Cultura & Musica nel 1983.
Dal disco è tratto il singolo Shalom/La strada va, il cui brano principale partecipa al Festival di Sanremo 1983, piazzandosi in undicesima posizione.

## Tracce
Lato A
Testi e musiche di Giuseppe Cionfoli.
1. Perché tu mi ami così – 2:07
2. Sorrisi e canzoni – 3:30
3. Cambierà – 3:25
4. Se acqua mi darai – 3:57
5. Shalom – 3:46

Durata totale: 16:45
Lato B
Testi e musiche di Giuseppe Cionfoli.
1. La strada va – 4:17
2. Aquiloni fermi – 4:08
3. Come sei – 2:50
4. Ti manca la speranza – 3:01
5. La Luna – 3:25

Durata totale: 17:41

## Formazione
- Giuseppe Cionfoli - voce, chitarra
- Nando Di Modugno - chitarra
- Massimo Luca - chiatarra
- Rosa Cavalieri - tastiere
- Piero Mancini - batteria
- Andrea Collucelli - batteria, percussioni
- Giorgio Bodi - Oboe e fagotto solisti

C & M Studio - coro